# 사이버스토킹

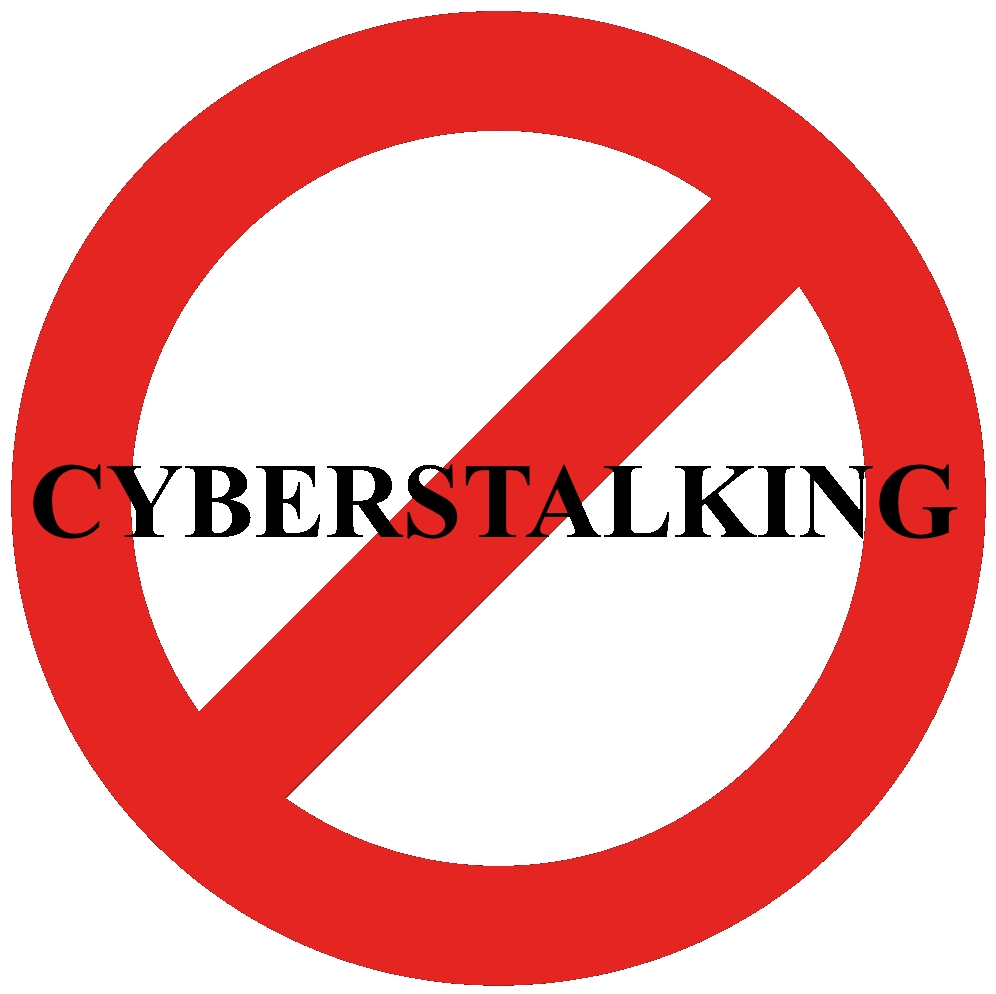
사이버 스토킹 반대

사이버스토킹(Cyberstalking)은 정보통신망을 통해 의도와 악의를 가지고 지속적, 반복적으로 공포감이나 불안감을 유발하는 범죄행위를 말한다. 사이버도 현실에서와 마찬가지로 고백이나 단순 글귀 송신, 소통을 하자고 요청하는 것은 범죄가 아니다. 따라서, 객관적으로 수신자에게 불안, 공포감을 유발할 가능성이 판단돼야 한다. 사이버에서 스토킹 행위를 통해 상대방을 노이로제에 빠뜨리는 사람을 사이버스토커라고 말한다.

## 특징
- 정보통신망에서 불특정 다수들로 하여금 언제 어디든지 손쉽게 상대방을 괴롭히거나 위협할 수 있다.
- 정보통신망의 수단을 이용해 피해자에 대한 악의적인 내용을 순식간에 불특정 다수에게 전달될 수 있다.
- 비대면성 및 익명성의 특성상 피해자는 가해자를 알 수 없는 한편, 가해자 역시 피해자에 대한 자세한 정보를 모르기 때문에 모든 상황은 사이버상에 국한된다.
- 정도가 심할 경우 수사기관에 의뢰할 수 있으며 가해자를 잡을 수 있다.

## 스토킹과 비교

#### 유사점
- 일반적으로 스토커가 상대방에게 복수하거나 상대방을 지배하고 싶은 욕망을 범행동기로 삼는다.
- 대부분 서로 안면이 있는 경우에 행해진다.
- 가해자는 피해자를 상대로 집요하게 자폐적으로 집착한다.
- 지속적인 사생활 침해가 보인다.

#### 차이점
- 일반스토킹의 스토커는 피해자와 동일한 지역이나 근방에서 살거나 존재하지만, 사이버스토킹의 사이버스토커는 정보통신망에서 어디든지 존재한다.
- 일반스토커는 신체적으로 피해자와 직간접적으로 대면하지만, 사이버스토커는 신체적으로 피해자와 대면하지 않고 정보통신망상에서 누구나 손쉽게 직간접적으로 피해자를 괴롭히거나 위협할 수 있어 발생빈도가 더 많다.

## 구성요건
- 상대방 의사와는 전혀 상관없이 원치 않는 인련의 접촉행위가 지속적, 반복적, 의도적으로 발생[1]
- 상대방이 공포심이나 불안감을 느낄 수 있는 피해
- 상대방,상대방 가족에게 생명, 신체등의 안전위협을 느낄 만한 행동 및 문언[2]
- 상대방에게 성적인 내용을 보여주거나, 협박하는 행위[3]

## 대처법[4]
1. 상대방에게 분명한 의사를 전달한다.
2. 대화방, 채팅방을 통한 자신의 개인정보 유출을 자제해야 한다.
3. 낯선 사람한테 개인정보, 본인만 알아야 할 정보를 알려줘선 안된다.
4. 아이디는 성별, 나이를 알 수 없게 만든다.
5. 이용자의 프로필에 개인정보를 담지 않는다.
6. 이메일, 전자 쪽지, 휴대폰 문자메시지 등 증거자료를 최대한 수집하여 경찰서에 직접 신고를 하거나 진정서를 제출한다.
7. 증거를 수집하여 고소한다.

## 처벌요건과 법적인 쟁점[5]
- 공포심이나 불안감의 유발
  - 해악(害惡)을 고지하여 상대방이 공포심이나 불안감을 유발이 일어났을 때 성립이 된다.[6]
  - 공포심이나 불안감을 유발하는 내용은 무제한이다.
- 반복성
  - 반복성의 경우, 2회이상 보내면 성립하며, 지속성이 있어야 한다.
  - 어느정도 시각차를 두고 보내야 성립이 된다.
  - 보내는 방식 내용에 따라서 반복성 여부가 달라진다.
- 행위자의 고의성
  - 고지된 해악이 상대방에 도달하여 상대방이 그가 해악을 실현할 가능성이 있다고 믿는 것을 인식하는 것도 고의의 내용이라 볼 수 있다.
- 정보통신망을 이용한 공포심이나 불안감을 유발하는 말·음향·글·화상 또는 영상
  - 예를 들면 ‘귀신소리’, ‘괴성’, ‘신음소리’, 살인하는 장면 또는 시체가 썩는 장면, 정사[7]하는 장면 및 엽기적인[8] 내용의 영상 및 동영상, 욕설의 내용들이 상대에게 공포심과 불안감을 유발하는데 충분하다고 판단이 돼야한다.

상대방이 그 내용들로 고통에 시달린다면 사이버 스토킹에 해당한다.

## 성폭행과의 관계
사이버스토킹은 성폭행과 밀접한 관계가 있다. 정보통신망에서도 피해자가 싫다는 의사표현을 했음에도 불구하고 지속적으로 성적인 메시지를 전달하거나, 욕설과 협박을 일삼는 행위를 한다. 누군지도 모르는 상태에서 정신적인 피해를 입기 때문에 온라인상보다 더 무겁게 처벌받으며, ‘성폭력범죄의처벌및피해자보호등에관한법률’상의 통신매체이용음란죄에 해당된다.

## 관련 법률
정보통신망 이용촉진 및 정보보호 등에 관한 법률
제 44조의 7 (벌칙)
① 다음 각호의 1에 해당하는 자는 1년 이하의 징역 또는 1천만원 이하의 벌금에 처한다.
3. 정보통신망을 통하여 공포심이나 불안감을 유발하는 말, 음향, 글, 화상 또는 영상을 반복적으로 상대방에게 도달하게 한 자

해당 범죄는 피해자의 의사에 따라 처벌이 가능한 반의사불론죄이며, 정도가 심한 경우에만 처벌이 되고 있는 실정이다. 이 법률을 적용하기 위해선 "공포심","불안감"과 문언에 대한 "반복적"인 여부등 복합적으로 따져야 하며, 명확한 증거가 없을 때 상황에 따라선 역으로 무고죄가 성립될 가능성도 있으니 신중히 진정및 고소를 해야 한다.
- 사이버스토킹을 계속해서 행함으로써 특정 피해자가 우울증이나 신경쇠약에 빠지는 구체적인 건강훼손의 결과가 발생된 경우에는 범죄자의 고의의 내용에 따라 형법상 폭행치상죄(제262조)나 상해죄(제257조제1항)가 성립할 수 있다.[9]

### 스토킹 외 경범죄에 따른 사항
경범죄처벌법에 의하면 '정당한 이유없이 다른 사람에게 전화 또는 편지를 여러 차례 되풀이하여 괴롭힌 사람'에게 10만원 이하의 벌금, 구류 또는 과료의 형으로 벌하고 있다.(제3조 제1항 제40호) 하지만, 실제로 처벌된 사례는 극소수에 불과하다.

## 사이버 불링과 1대 1 사이버 스토킹의 구분
사이버 불링은 사회생활, 집단생활을 하는 당사자가 자신이 소속된 집단의 그룹 채팅에서 다수에게 많은 욕을 듣는 경우, 혹은 그곳의 멤버들이 당사자를 무단으로 초대해 채팅방을 못 나가게 하는 경우가 있다.
또, 당사자를 그룹 채팅에 추가한 뒤 사람들이 채팅방에서 다 나가버리는 경우가 있다.
이러한 사례들이 사이버 집단따돌림의 사이버 불링(사이버 조직 스토킹, 사이버 집단 스토킹)을 일컫는 것이다.
다수에 의한 폭력이 피해 정도가 더 많고 개인이 공포감을 조성하는 것이 피해 정도가 적다는 것이 사이버 불링 용어와 사이버 스토킹 용어를 구별해 사용하는 이유이다.

## 참고서적
- 못된장난 (브리기테 블로벨 작품)

## 처벌 사례 및 참고자료
- 휴대폰으로 반복 욕설하면 처벌 주간한국 매거진 2008.04.22 오후 2:42
- 여중생에 “가슴 보여줘” 문자 97회…사이버 스토킹 4년 새 3배로 급증[깨진 링크(과거 내용 찾기)] 중앙일보 2009.09.16 오전 3:03
- '사이버스토킹' 3년새 3배 증가 YTN 사회 2009.09.16 (수) 오후 3:27
- 급증하는 사이버 스토킹 대책 서둘러야 보관됨 2015-09-24 - 웨이백 머신 매일신문 사회 2009.09.16 (수) 오후 12:03

## 같이 보기
- 사이버범죄
- 사이버테러리즘
- 악성 댓글
- 스토킹
- 성폭행
- 메일폭탄